# Jóvenes Verdes de Noruega
Los Jóvenes Verdes de Noruega (en bokmål, Grønn Ungdom, en nynorsk, Grøn Ungdom, en sami septentrional: Ruoná Nuorat, o GU) son la liga juvenil del Partido Verde de Noruega. La organización fue fundada en 1996, y sus portavoces actuales son Anna Kvam y Ola Eian. Los Jóvenes Verdes trabajan para promover la ideología verde, el programa político de su partido madre y la participación de los jóvenes en la política. Los portavoces de los Jóvenes Verdes de Noruega son Anna Serafima Svendsen Kvam de Oslo y Ola Eian de Osen i Sør-Trøndelag. los Jóvenes Verdes de Noruega tienen 1.247 (2013) miembros y 19 grupos locales, uno en cada condado.

## Política
Como la única organización política juvenil en Noruega, los Jóvenes Verdes siguen la plataforma política de su partido madre, el Partido Verde, pero también pueden adaptar resoluciones independientes. Una de las organizaciones priorizadas es cambiar la política climática noruega y eliminar gradualmente la industria petrolera noruega dentro de 20 años.
La organización está trabajando para una nueva dirección en la política climática que, entre otras cosas, significa que cambiarán el sector energético, dejarán de buscar nuevos campos de petróleo y gas y eliminarán gradualmente la industria petrolera noruega en 20 años. También quieren un nuevo sistema impositivo para reducir el consumo personal y facilitar el mercado a las pequeñas empresas. 

## Organización
La estructura de liderazgo de los Jóvenes Verdes de Noruega es única entre las organizaciones políticas juveniles en Noruega, ya que tiene dos voceros en lugar de un líder para promover la organización. 
Los portavoces actuales son Ola Eian y Anna Kvam. El secretario general es Isa Isene, y el secretario internacional es John Slinning Jannesson.
Los Jóvenes Verdes de Nouega son una organización miembro de la Federación de Jóvenes Verdes Europeos y Global Young Greens. 
Los Jóvenes Verdes de Noruega están representados en todos los niveles del partido madre. La Asamblea General anual es el nivel más alto de la organización, y el comité ejecutivo y la junta nacional son los niveles más altos entre las AG. La junta nacional tiene un miembro de cada condado y se reúne cuatro veces al año. Las tareas diarias en la organización son realizadas por el comité ejecutivo, el secretario general y los dos portavoces. 